# Vladímir Maksímov
Vladímir Maksímov   (Kant, 14 d'octubre de 1945) és jugador d'handbol rus, ja retirat, que va competir sota bandera soviètica durant la dècada de 1970.
El 1972 va prendre part en els Jocs Olímpics d'Estiu de Múnic, on fou cinquè en la competició d'handbol. Quatre anys més tard, a Montreal, guanyà la medalla d'or en la mateixa competició.
En el seu palmarès també destaca una medalla de plata al Campionat del món d'handbol de 1978. Amb la selecció soviètica jugà un total de 172 partits en què marcà 690 gols, rècord absolut.
A nivell de clubs jugà al SKIF Krasnodar i al MAI Moscou, amb qui guanyà la lliga soviètica de 1972, 1974 i 1975, la Copa d'Europa de 1972, la Copa soviètica de 1977 i la Recopa d'Europa de 1977.
El 1979 es retirà i passà a exercir d'entrenador en diversos equips. Va liderar la selecció de l'Equip Unificat a la victòria als Jocs Olímpics de Barcelona 1992 (com a segon entrenador) i de la selecció russa a Sydney 2000 (com a entrenador principal), als Campionats del Món (1993, 1997) i als Europeus (1996).